# Ida-Viru (hạt)
Hạt Ida-Viru (tiếng Estonia: Ida-Viru maakond), hoặc Ida-Virumaa, là một trong 15 hạt ở Estonia. Nó là phần xa nhất phía đông bắc của quốc gia. Hạt này có lượng lớn đá phiến dầu - khoáng sản chính được khai thác ở Estonia. Vì đá phiến dầu được sử dụng ở nhà máy nhiệt điện, Ida-Viru chứa hầu hết nguồn năng lượng của Estonia. Thủ phủ của hạt là Jõhvi. Tháng 1 năm 2016 hạt Ida-Viru có dân số 146.506 người – chiếm 12,6% tổng dân số Estonia.

## Lịch sử
Trong giai đoạn cuối của cộng hòa Xã hội chủ nghĩa Xô viết Estonia, Ida-Virumaa được gọi là quận Kohtla-Järve, và thủ đô hành chính của nó là Kohtla-Järve.

## Chính quyền hạt
Chính quyền hạt (tiếng Estonia: Maavalitsus) được quản lý bởi thống đốc (tiếng Estonia: maavanem),người được chỉ định bởi chính phủ với kỳ hạn năm năm. Thống đốc hiện tại của hạt Ida-Viru là Andres Noormägi.

## Khu tự quản

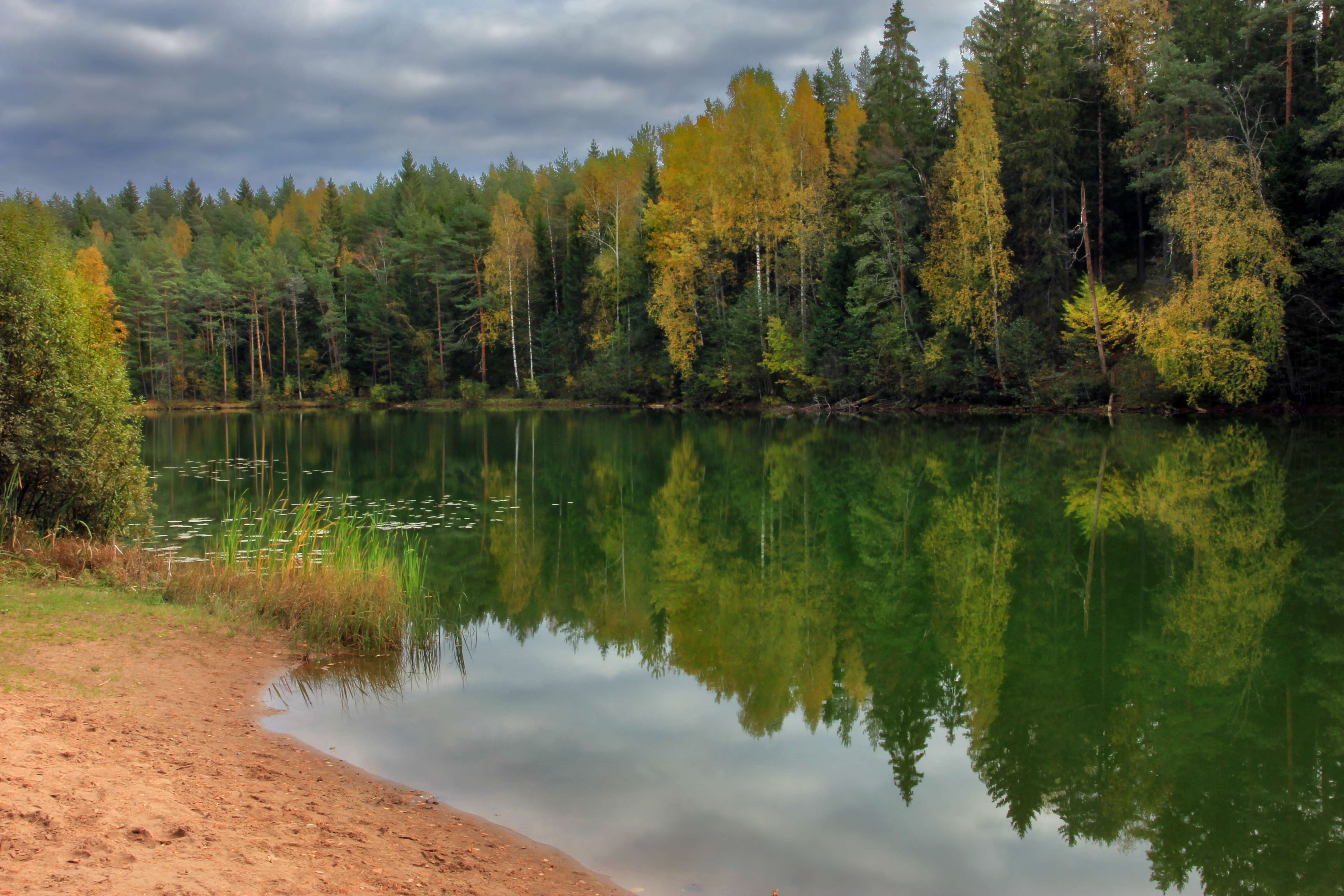
Hồ Jõuga ở xã Lisaku, Estonia

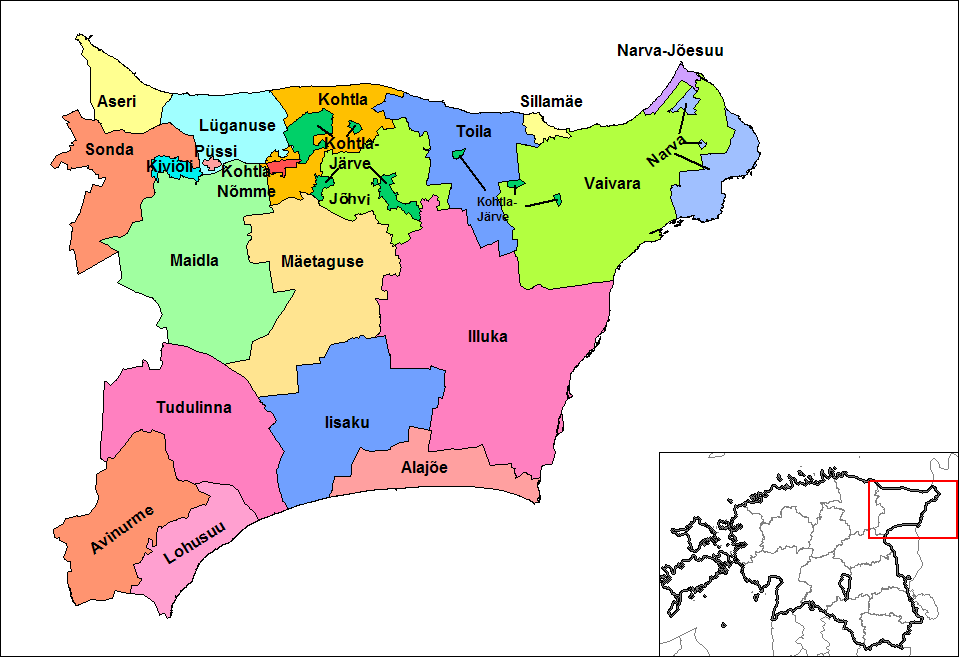
Các khu tự quản ở hạt Ida-Viru

Hạt này được chia thành các khu tự quản. Có 5 khu tự quản thành thị (tiếng Estonia: linnad) và 15 khu tự quản nông thôn (tiếng Estonia: vallad) ở hạt Ida-Viru. Có 217 làng ở Ida-Viru.
Các khu tự quản thành thị:
- Kiviõli
- Kohtla-Järve
- Narva
- Narva-Jõesuu
- Sillamäe

Các khu tự quản nông thôn:
- Alajõe
- Aseri
- Avinurme
- Iisaku
- Illuka
- Jõhvi (bao gồm thị xã Jõhvi)
- Kohtla
- Kohtla-Nõmme (borough)
- Lohusuu
- Lüganuse (includes the town of Püssi)
- Mäetaguse
- Sonda
- Toila
- Tudulinna
- Vaivara

## Hình ảnh

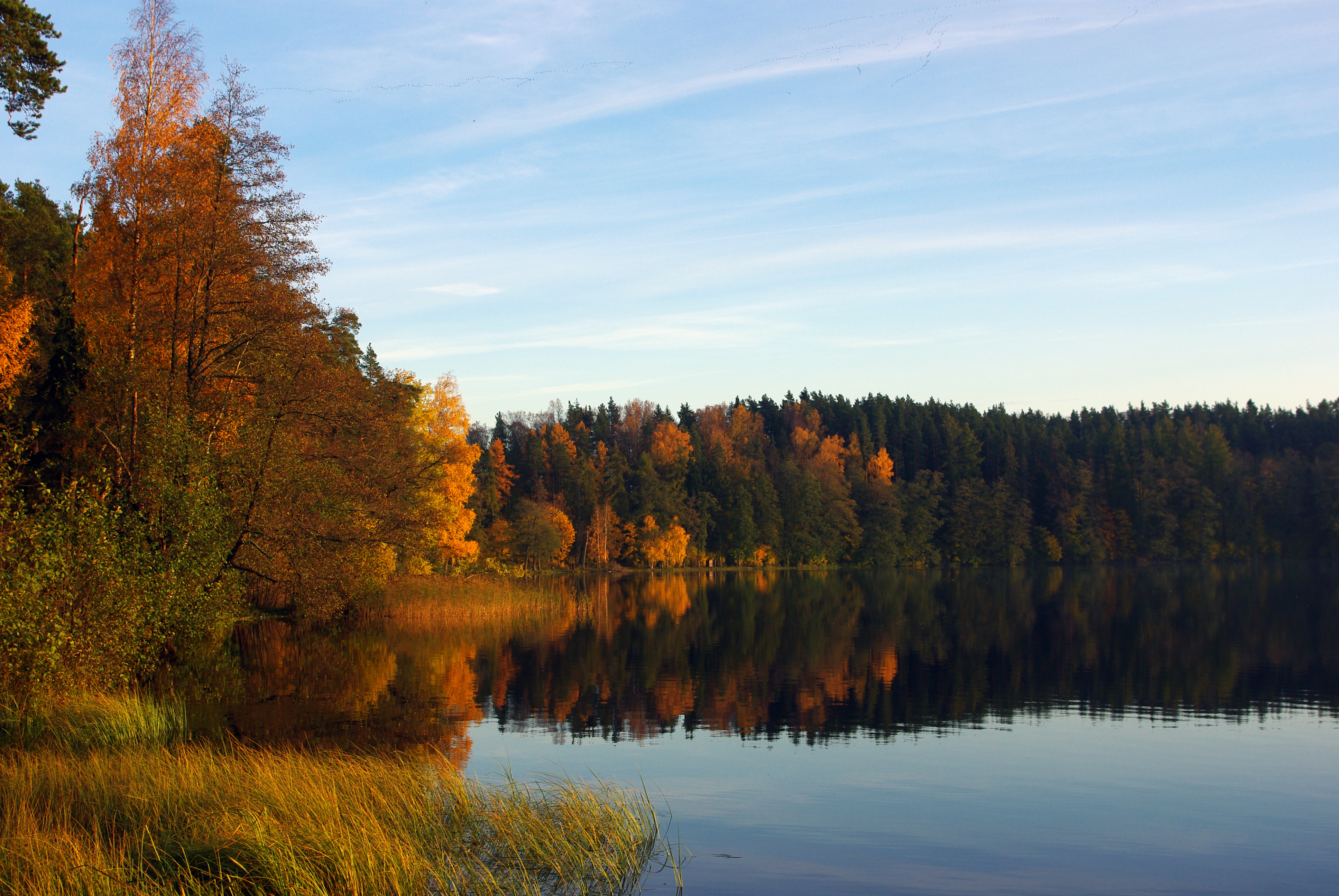
Hổ Uljaste
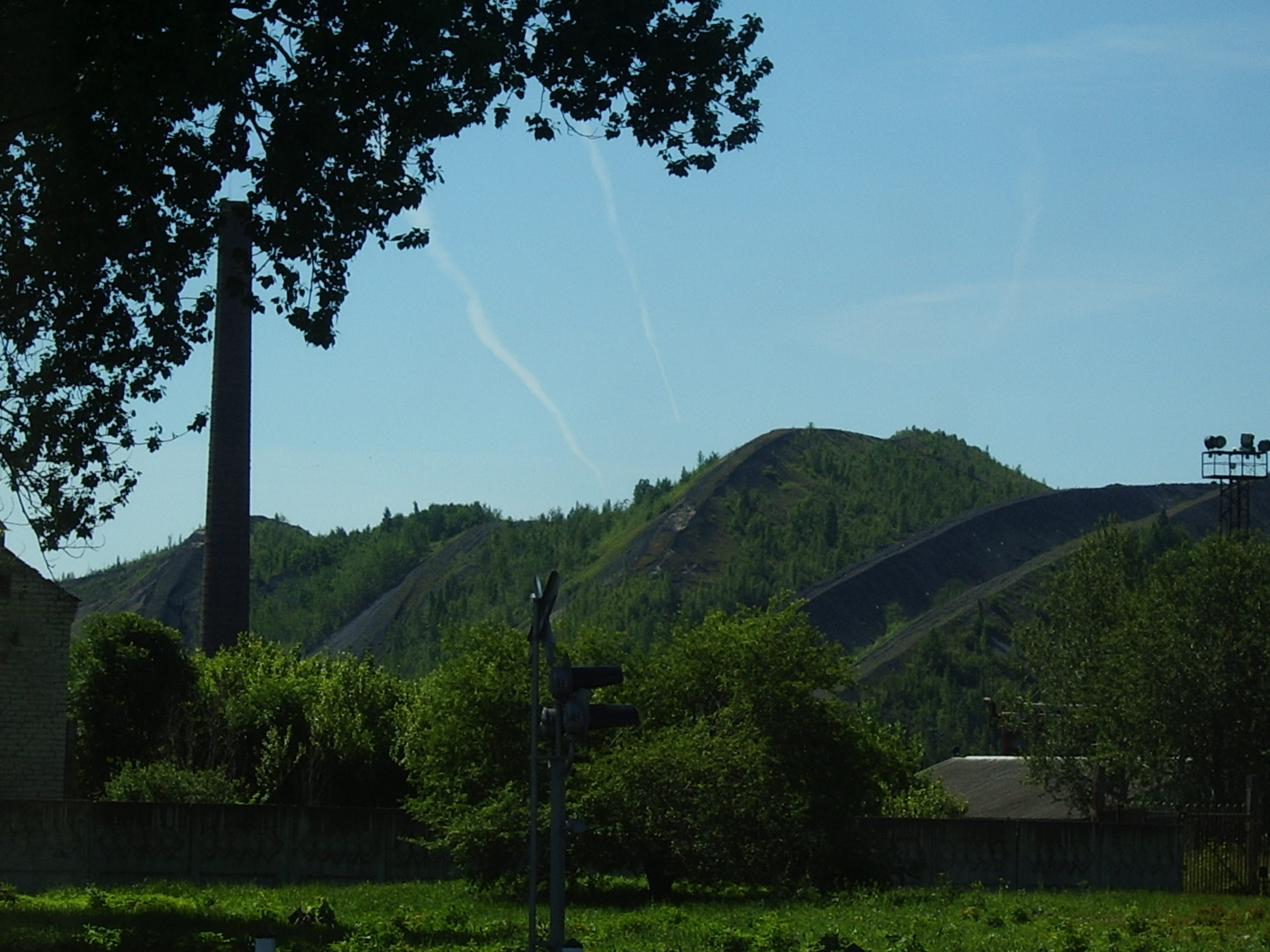
Đồi Ash ở Ida-Viru
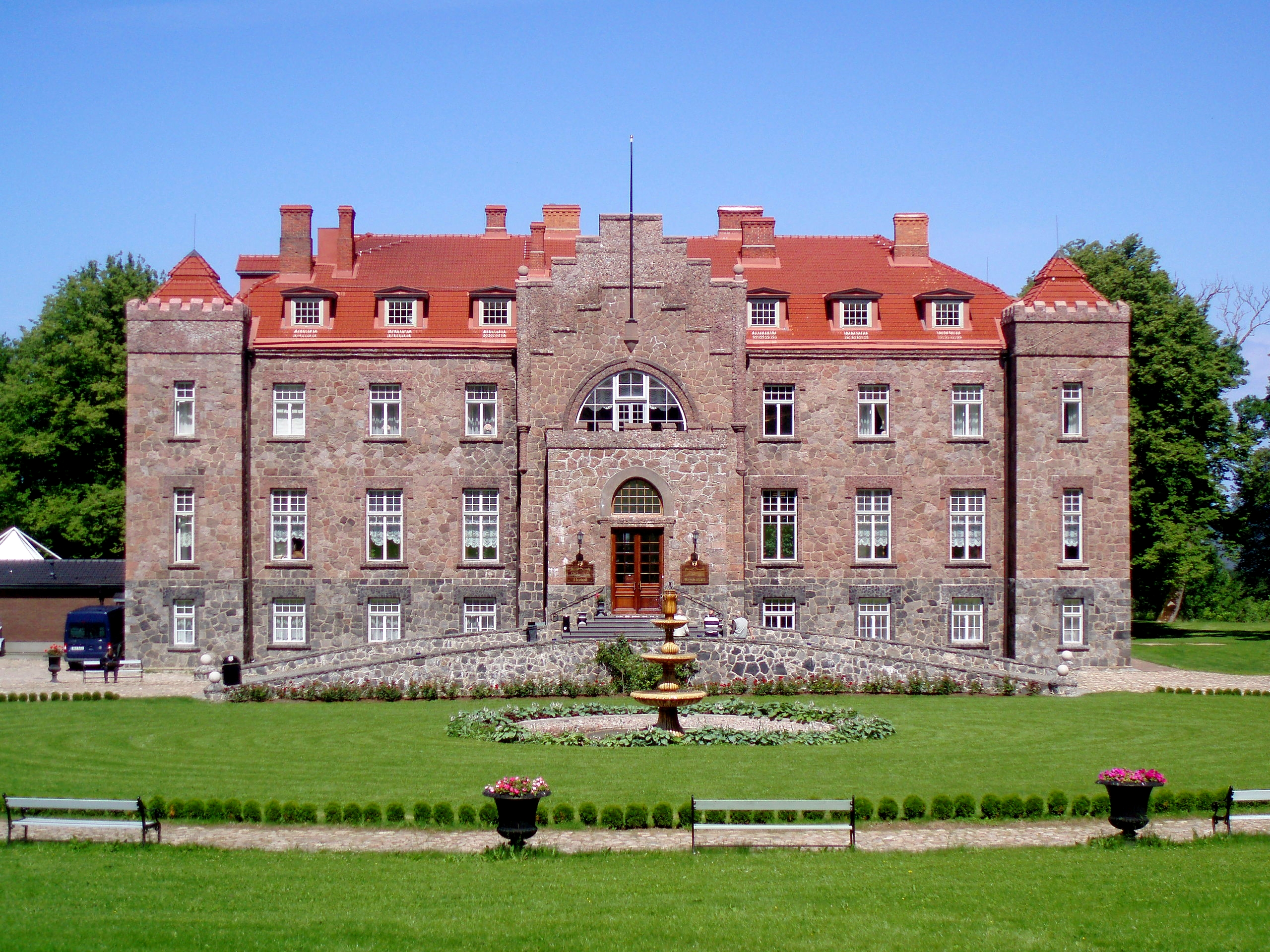
Biệt thự Kalvi
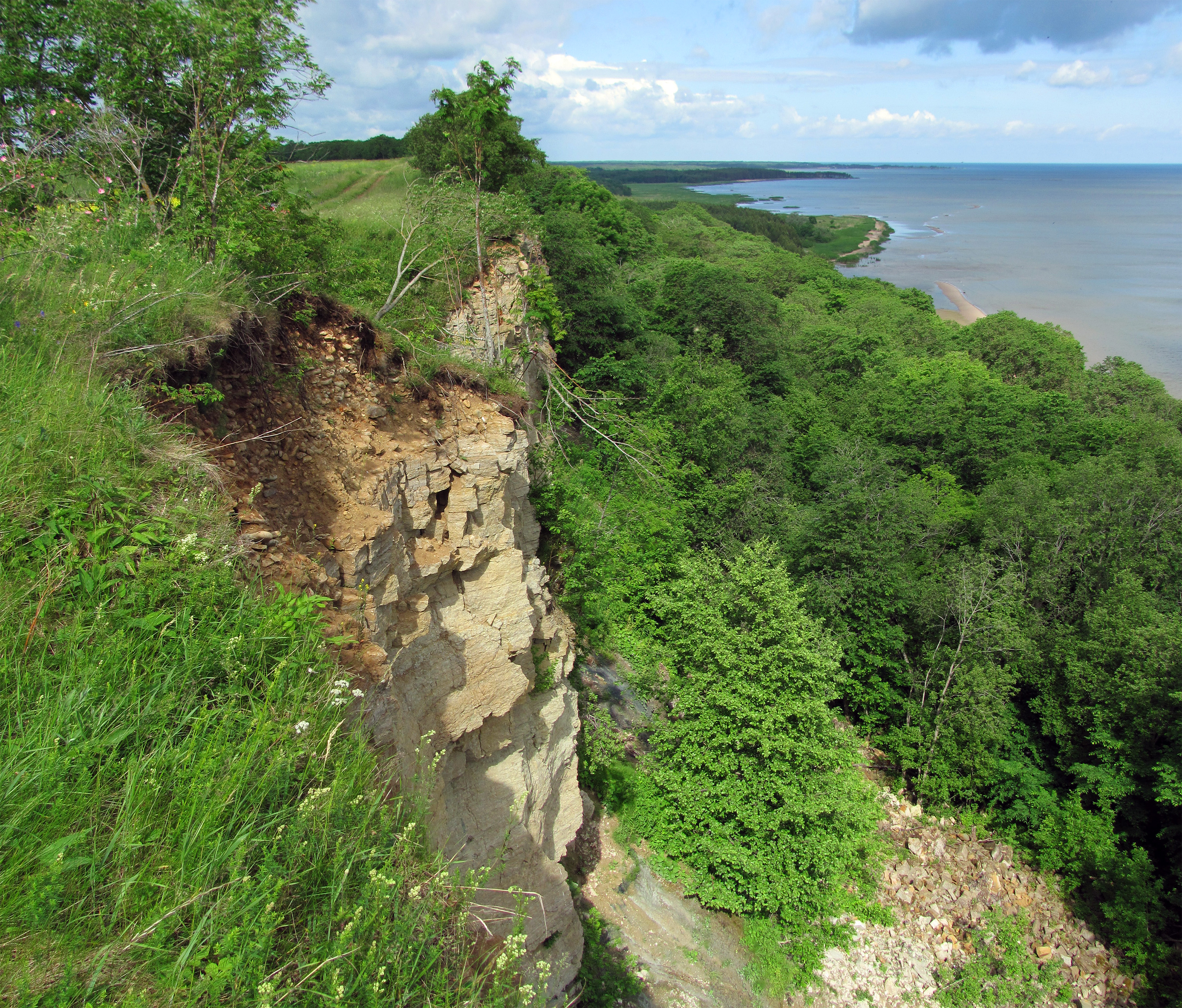
Mỏm Aseri
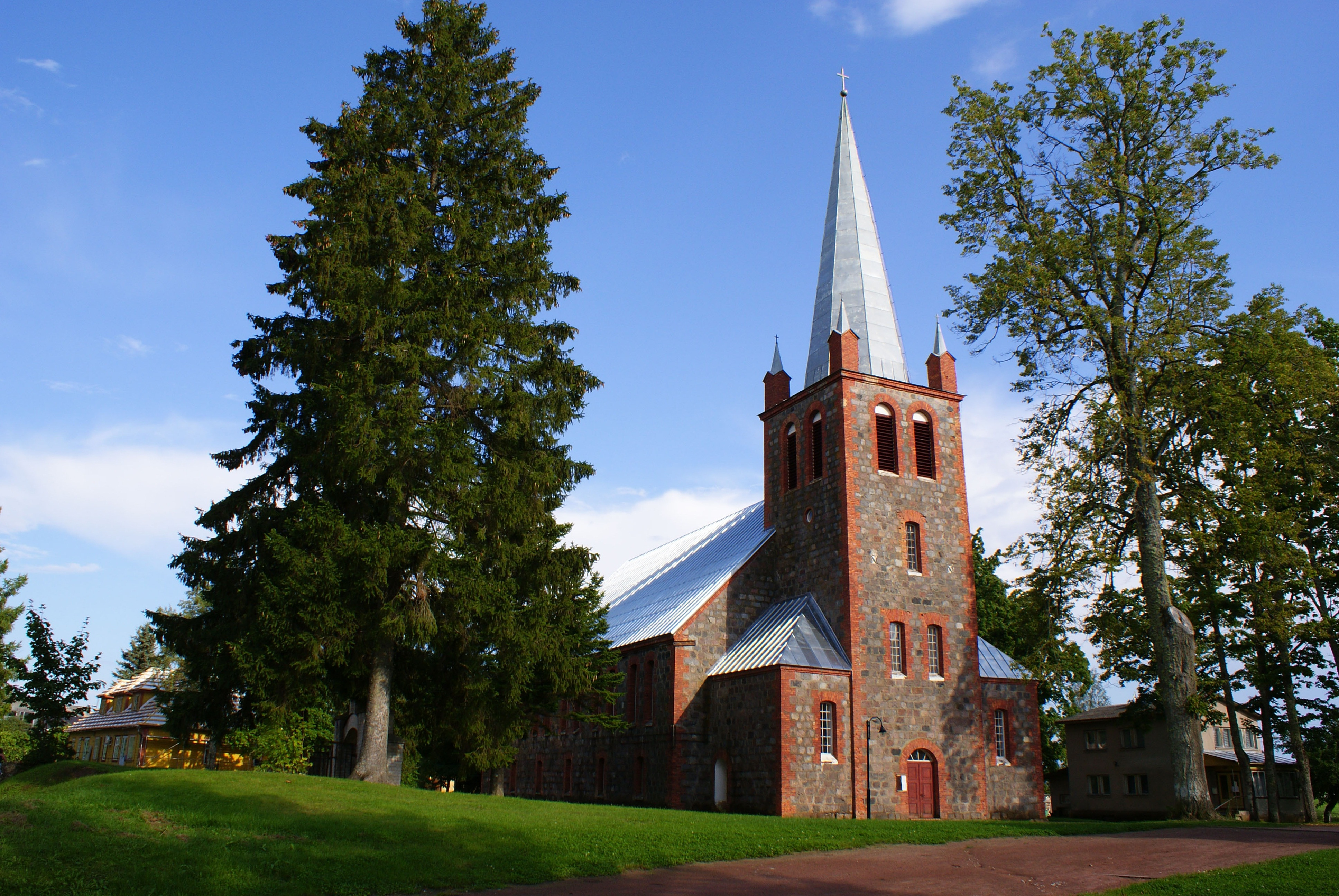
Nhà thờ Avinurme
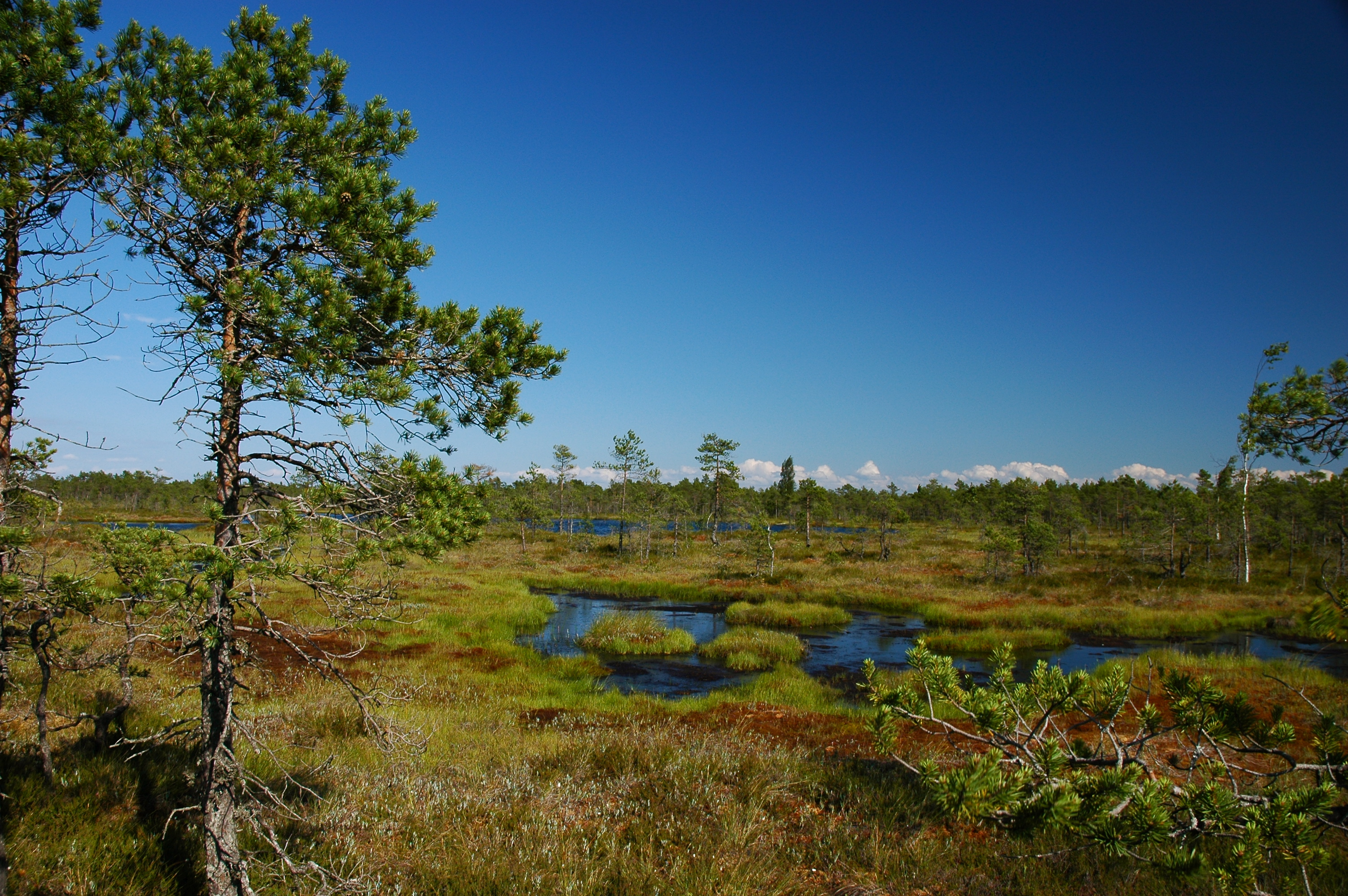
Đầm lầy Selisoo
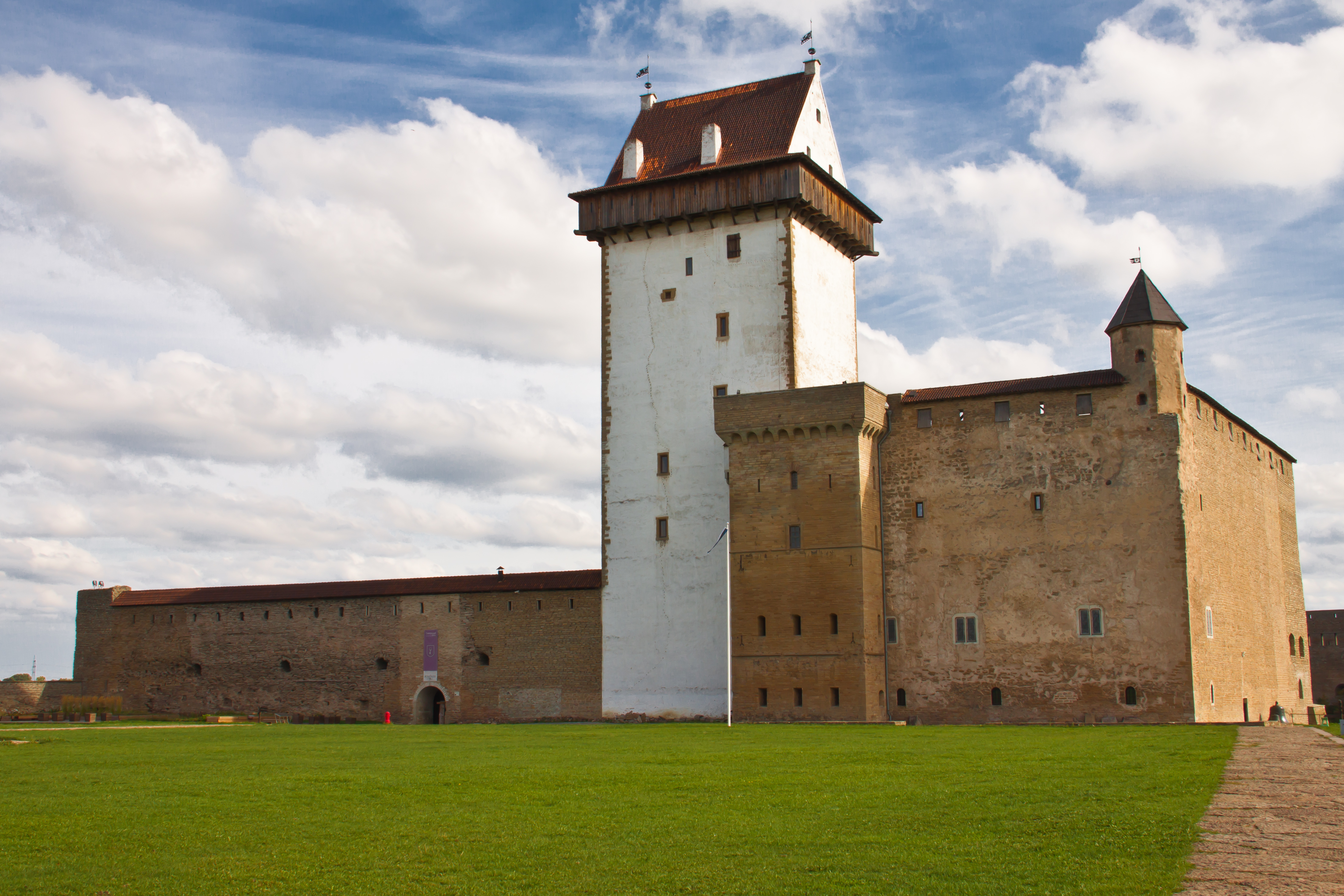
Lâu đài Hermann
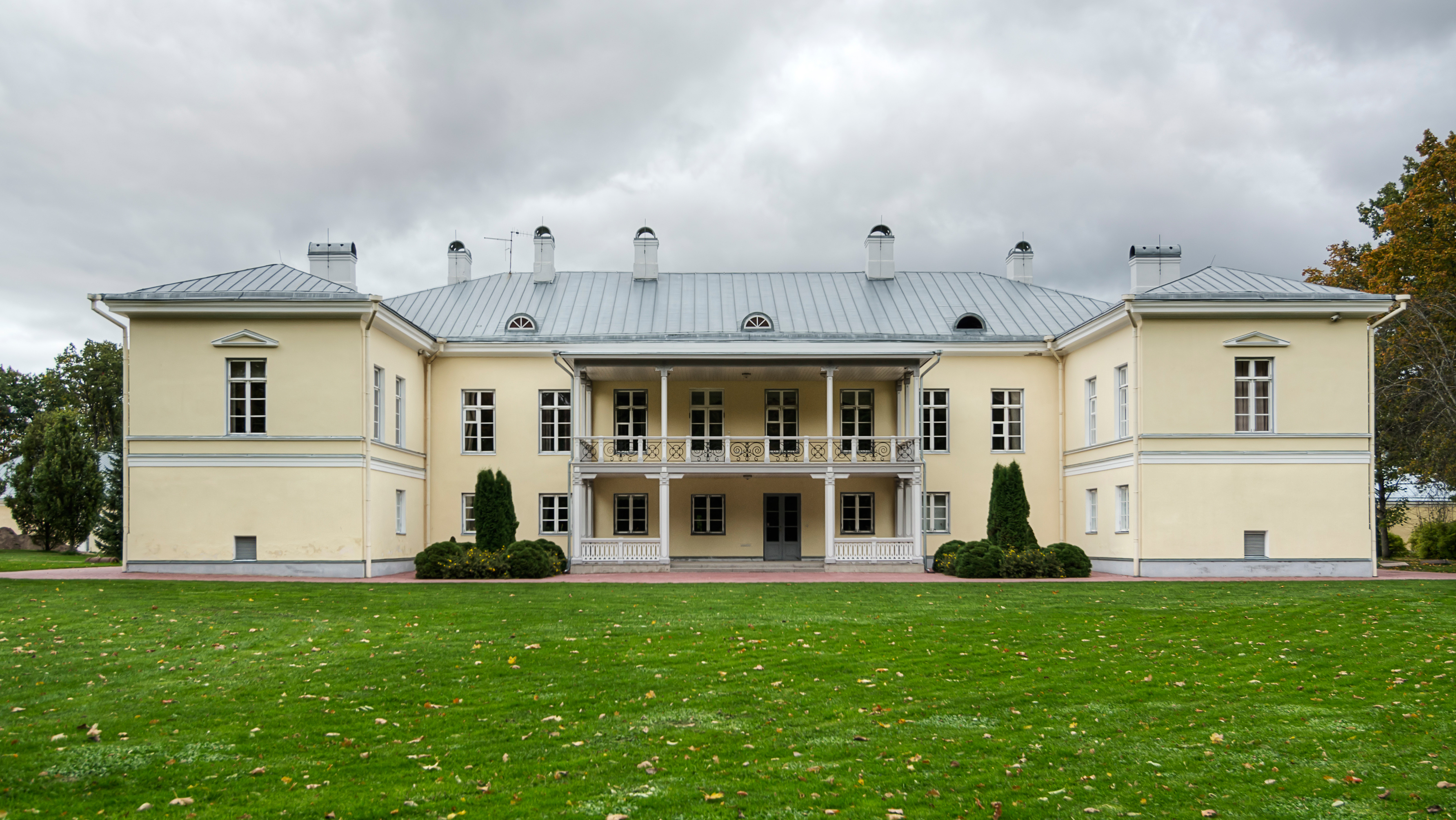
Biệt thự Mäetaguse
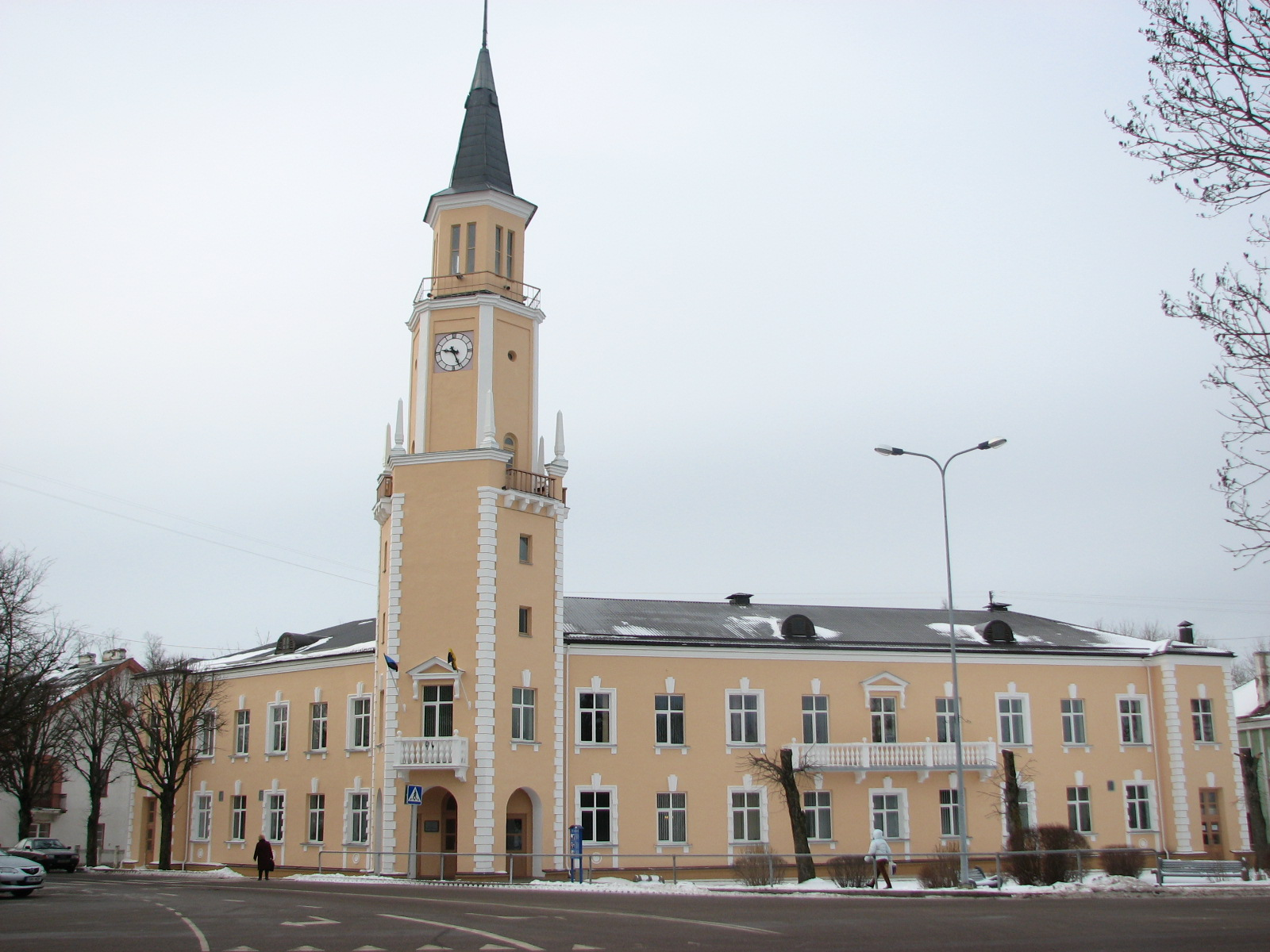
Toà thị chính Sillamäe